# 아틀라시안
아틀라시안 코퍼레이션 plc(Atlassian Corporation plc, /ˈætlæsiʌn/)은 오스트레일리아의 시드니에 기반을 두고 있으며 소프트웨어 개발자들을 타겟으로 하는 전사적 소프트웨어를 만드는 소프트웨어 기업이다.

## 제품
아틀라시안 제품인 Crucible, FishEye, Bamboo, Clover는 코드 기반의 작업을 하는 프로그래머들을 위한 도구들이다. 그리고 아틀라시안은 지라와 같은 버그 추적 시스템, 이슈 추적 시스템, 그리고 컨플루언스 같은 좀더 대중화되어 있는 위키 도구들도 제작한다. 아틀라시안은 특히 애자일 소프트웨어 개발을 제공하는데 초점이 맞춰져 있고 그들 스스로 애자일을 실천하는 것으로 알려져 있다.
아틀라시안은 전사적 소프트웨어 공급자로 묘사되어 왔다. 아틀라시안의 제품들은 많은 부분에서 오픈 소스는 아니지만, 구매자들이 재배포를 하거나 재판매를 하지 않는 조건으로 코드를 열람하거나 수정할 수 있는 라이선스 하에서 판매되고 있다.
2010년 9월 29일, 아틀라시안은 프로젝트에 머큐리얼과 깃 리비전 컨트롤 시스템을 사용하는 웹 기반의 호스팅을 서비스하는 빗버킷을 매입했다.

## 기업
아틀라시안은 뉴사우스웨일스 대학교에서 공부하다가 만난 Mike Cannon-Brookes와 Scott Farquhar에 의해서 2002년에 시드니에서 설립되었다. 2011년에 5,900만 달러의 수입을 올린 이 회사는 현재 회계년도 상으로 1억 달러에 이를 전망이고, 전 세계적으로 135,000 고객을 보유 하고 있다. 그리고 아틀라시안은 샌프란시스코, 암스테르담, 도쿄에 사무실을 가지고 있다.